# Великанов Сергій Миколайович
Сергій Миколайович Великанов (1895, місто Баку, тепер Азербайджан — ?) — радянський діяч, член ЦВК Азербайджанської РСР. Член Центральної контрольної комісії ВКП(б) у 1930—1934 роках.

## Життєпис
Працював робітником-токарем по металу в місті Баку.
Член РКП(б) з 1918 року.
У 1918 році працював у більшовицькому підпіллі в Баку.
З 1920-х років — токар авторемонтного заводу «Азнафти» в Баку.
Здобув вищу технічну освіту.
До червня 1938 року — інженер-механік тресту «Ембанафта» в місті Гур'єві Гур'євської області Казахської РСР.
16 червня 1938 року заарештований УДБ УНКВС по Гур'євській області. 10 травня 1939 року засуджений Військовим трибуналом по Гур'євській області за статтями 58-1а, 58-8, 58-9, 58-11 Карного кодексу РРФСР до 15 років виправно-трудових таборів. Реабілітований 8 серпня 1941 року УНКВС по Гур'євській області за відсутністю складу злочину.
Подальша доля невідома.